# Hypersthen

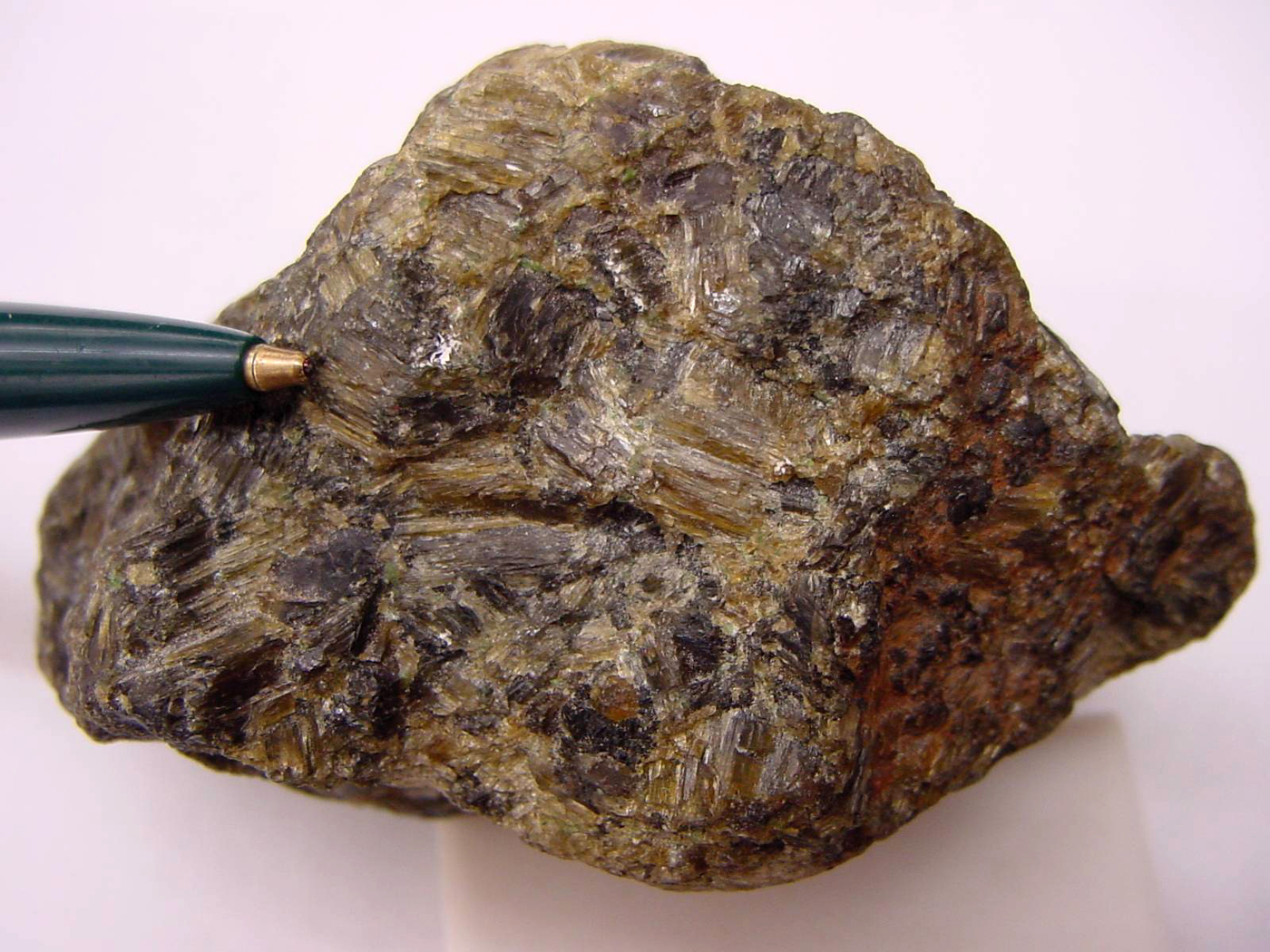
Hypersthen (mit Stift als Maßstab) aus der Mineralsammlung der Brigham Young Universität, Fakultät Geologie, Provo, Utah

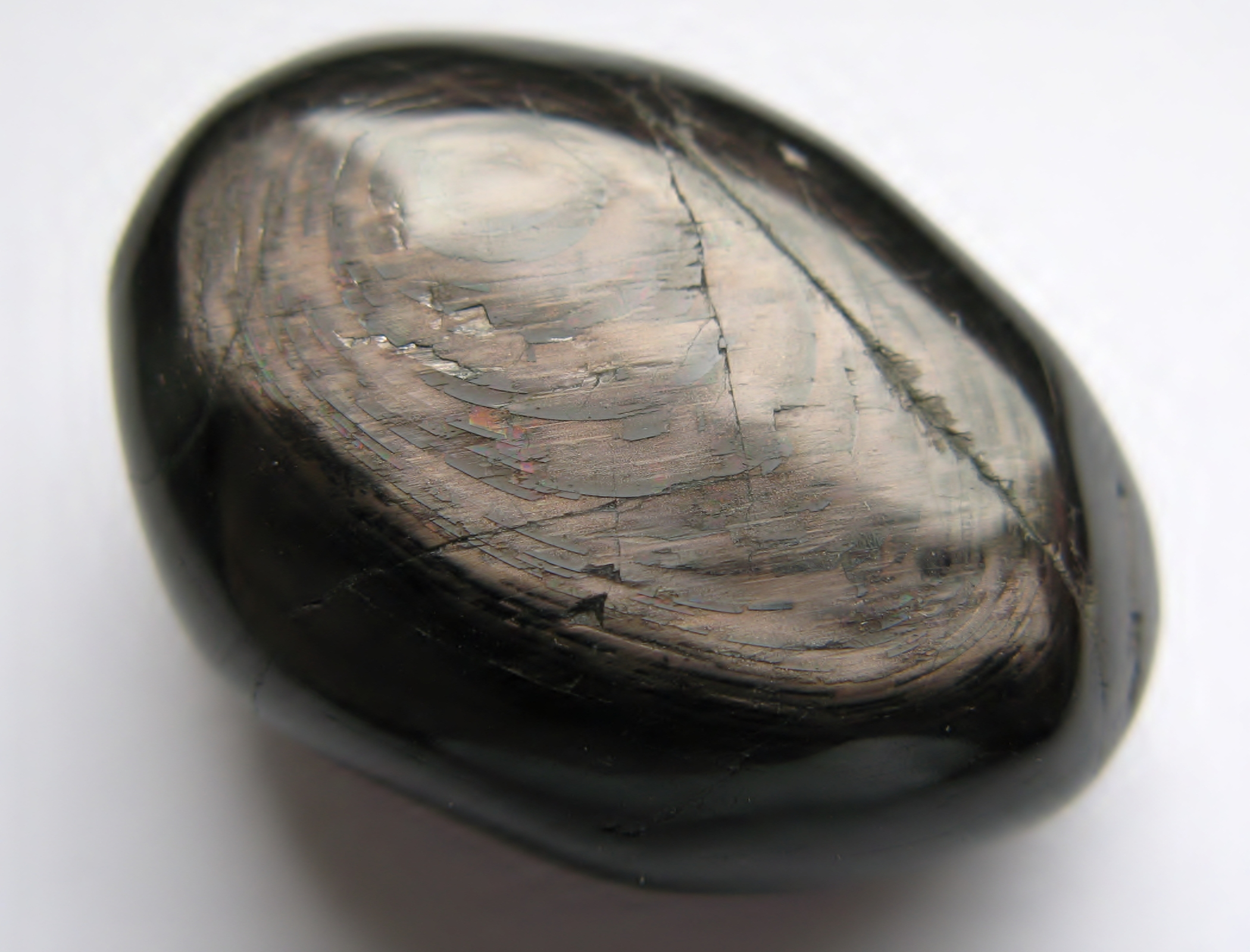
Hypersthen, verschliffen zum Trommelstein

Hypersthen ist die allgemeine Bezeichnung für Mischkristalle aus der Enstatit-Ferrosilit-Reihe, deren Endglieder zur Gruppe der Pyroxene gehören. Wie die beiden Endglieder kristallisiert auch Hypersthen im orthorhombischen Kristallsystem. Die Mischkristallformel wird mit (Fe,Mg)2[Si2O6] angegeben.
Hypersthen ist durchscheinend bis undurchsichtig und bildet meist massige oder körnig-blättrige Mineral-Aggregate aus. Selten entwickelt er auch kleine, flächenreiche Kristalle. Seine Farbe variiert zwischen grünlichgrau und grünlichschwarz bis fast schwarz. Auf der Strichtafel hinterlässt er allerdings wie Enstatit bzw. Ferrosilit einen gräulichweißen Strich. Auch die weiteren Eigenschaften des Hypersthen wie unter anderem Mohshärte und Dichte gleichen denen der Endglieder oder liegen zwischen den Endwerten.
Ein fast ausschließlich aus Hypersthen bestehendes, das heißt monomineralisches Gestein, wird als Hypersthenit bezeichnet.

## Etymologie und Geschichte
Der Name stammt aus dem griechischen ὑπέρ hyper „über“ und σθένος stheos „Stärke“ und soll ausdrücken, dass Hypersthen härter als die chemisch verwandte Varietät Bronzit ist.
Im Jahre 1988 wurde Hypersthen durch die Kommission für Neue Minerale und Mineralnamen der International Mineralogical Association als identisch mit Enstatit oder Ferrosilit angesehen. Der Mineralstatus wurde dem Hypersthen jedoch inzwischen aberkannt.

## Vorkommen
Hypersthen kommt an vielen Fundstätten weltweit vor und ist darüber hinaus ein Bestandteil von Eisenmeteoriten.

## Verwendung
Hypersthen wird gelegentlich zu Schmucksteinen verarbeitet, der im Glattschliff Seidenglanz zeigt.